# Rhinocricus blancus
Rhinocricus blancus är en mångfotingart som beskrevs av Chamberlin 1955. Rhinocricus blancus ingår i släktet Rhinocricus och familjen Rhinocricidae. Inga underarter finns listade i Catalogue of Life.